# Морири, Сюрпрайз
Сюрпрайз Морири (англ. Surprise Moriri; род. 20 марта 1980, Матибиди, ЮАР) — южноафриканский футболист, игравший на позициях полузащитника и нападающего. Выступал за сборную Южно-Африканской Республики.

## Биография

### Клубная карьера
Большую часть карьеры провёл в клубе «Мамелоди Сандаунз», в составе которого выступал с 2004 по 2016 год.

### Карьера в сборной
В составе сборной ЮАР Морири дебютировал 8 октября 2003 года в товарищеском матче против сборной Лесото. Первый гол забил на отборочном турнире Кубка африканских наций 2008 в матче против сборной Чада, который был выигран со счётом 3:0. Был в составе сборной ЮАР на Кубке африканских наций 2008, чемпионате мира 2010.

#### Голы
| № | Дата           | Место              | Соперник              | Счёт  | Итог  | Соревнование                                               |
| - | -------------- | ------------------ | --------------------- | ----- | ----- | ---------------------------------------------------------- |
| 1 | 24 марта 2007  | Нджамена, Чад      | Чад                   | 1 — 0 | 3 — 0 | Кубок африканских наций 2008 (отборочный турнир)           |
| 2 | 26 марта 2008  | Аттериджвилль, ЮАР | Парагвай              | 1 — 0 | 3 — 0 | Товарищеский матч                                          |
| 3 | 7 июня 2008    | Аттериджвилль, ЮАР | Экваториальная Гвинея | 2 — 1 | 4 — 1 | Чемпионат мира по футболу 2010 (отборочный турнир, Африка) |
| 4 | 28 апреля 2010 | Берлин, Германия   | Ямайка                | 2 — 0 | 2 — 0 | Товарищеский матч                                          |
| 5 | 31 мая 2010    | Полокване, ЮАР     | Гватемала             | 3 — 0 | 5 — 0 | Товарищеский матч                                          |

## Достижения

### Командные
- Чемпион ЮАР (2): 2005/06, 2006/07

### Личные
- Чемпионат ЮАР — игрок сезона: 2005/06[1]